# Quintette à cordes de Martinů
Pour les articles homonymes, voir Quintette à cordes (homonymie).
Le Quintette à cordes H.164 est un quintette pour deux violons, deux altos et un violoncelle de Bohuslav Martinů. Composé en 1927, il appartient à la période parisienne du compositeur.

## Structure
1. Allegro con brio
2. Largo
3. Allegretto